# 博萨索
博萨索是索马里巴里州的一座港口城市，位于亚丁湾畔。地处巴里州的西北部，北濒亚丁湾的东南侧。原名为卡西姆港（BANDAR KASSIM）。东北近阿卢拉（ALULA）港。